# ولرسدورف
ولرسدورف (به آلمانی: Wullersdorf) یک منطقهٔ مسکونی در اتریش است که در ناحیه هولابرون واقع شده‌است. ولرسدورف ۲٬۴۲۰ نفر جمعیت دارد.